# Akim
Akim (cyrillisch: Аким) is het hoofd van het lokale uitvoerende bestuur binnen Kazachstan en Kirgizië, maar de betekenis van de functie verschilt tussen beide landen. 
In Kazachstan is de functie van akim vergelijkbaar met die van burgemeester en van gouverneur bij een oblısı (regio of provincie).
De akims van de oblısı worden aangesteld door de premier van het land als vertegenwoordigers van de president. Deze kan deze akims naar eigen goeddunken ontslaan. Akims van de hoofdstad, oblısısteden en oblısı verliezen hun post bij de inauguratie van een nieuwe president van de republiek. Zij blijven wel hun functies vervullen totdat de nieuwe president een besluit heeft genomen.
Burgemeesters werden tot 2013 eveneens aangeduid door het centrale gezag; zij waren dus ambtenaren. 
Sedert 2014 worden kandidaat-burgemeesters genomineerd door de districtsgouverneur, die eerst overlegt met de lokale gemeenschap.  De - democratisch verkozen - leden van de districtsraden kiezen uit die kandidaten een burgemeester voor een termijn van vier jaar.
In Kirgizië is de akim het hoofd van een akimiata; de overheid van een district (rajon), vergelijkbaar met de functie van burgemeester.